# هوارد برينتون (عالم عقيدة)
هوارد برينتون (بالإنجليزية: Howard Brinton)‏ هو عالم عقيدة أمريكي، ولد في 1884، وتوفي في 1973.